# Stenodesmus serratus
Stenodesmus serratus är en mångfotingart som först beskrevs av Loomis 1966.  Stenodesmus serratus ingår i släktet Stenodesmus och familjen Xystodesmidae. Inga underarter finns listade i Catalogue of Life.